# Anchicubaris annobonensis
Anchicubaris annobonensis är en kräftdjursart som beskrevs av Helmut Schmalfuss och Franco Ferrara 1983. Anchicubaris annobonensis ingår i släktet Anchicubaris och familjen Armadillidae. Inga underarter finns listade i Catalogue of Life.